# شهرک ماوی
شهرک ماوی، روستایی در دهستان صیدون جنوبی بخش علا شهرستان صیدون در استان خوزستان ایران است.

## جمعیت
بر پایه سرشماری عمومی نفوس و مسکن در سال ۱۳۹۵، جمعیت این روستا برابر با ۴۷۷ نفر (۱۱۹ خانوار) بوده‌است.